# Asthenactis papyraceus
Asthenactis papyraceus är en sjöstjärneart som beskrevs av Fisher 1906. Asthenactis papyraceus ingår i släktet Asthenactis och familjen Myxasteridae. Inga underarter finns listade i Catalogue of Life.